# Lejos
Lejos (en francés Loin) es una coproducción hispano-francesa dirigida por André Téchiné y estrenada en 2001.

## Argumento
Tres días, tres personajes y un punto de encuentro, Tánger. Allí se mantiene en suspenso la vida de Sarah, Saïd y Serge. Serge es camionero, Sarah es su amante. Mantienen una relación intensa marcada por las idas y venidas de Serge, ahora metido en un asunto de tráfico de drogas. Siempre se va, pero siempre vuelve. Aunque Sarah necesita algo más. De luto por la reciente muerte de su madre, aún le queda por decidir qué camino tomar ahora. Quedarse allí para mantener una siempre volátil relación con Serge, a la espera de que algún día se quede para siempre, o viajar a Canadá para ir a vivir con su hermano una vida más cómoda y sin complicaciones. En medio de ellos se encuentra Saïd, amigo de ambos, que hará de intermediario de su amor con una promesa como pago: que Serge le saque de Marruecos y le lleve a Europa para empezar una nueva vida.